# Mellionnec
Mellionnec (tiếng Breton: Melioneg) là một xã của tỉnh Côtes-d’Armor, thuộc vùng Bretagne, tây bắc Pháp.

## Dân số
Người dân ở Mellionnec được gọi là Mellionnecais.